# Felsőgáld
Felsőgáld (románul: Galda de Sus) falu Romániában, Erdélyben, Fehér megyében. Közigazgatásilag Alsógáld községhez tartozik.

## Fekvése
Az Erdélyi-hegyalján, Gyulafehérvártól 24 kilométerre északra fekszik.

## Népessége
- 1761-ben 147 ortodox és 30 görögkatolikus család lakta.
- 1880-ban 1057 lakosából 1009 volt román és 41 egyéb (cigány) anyanyelvű; 1047 görögkatolikus vallású.
- 2002-ben (a belőle 1956-ban kivált Gáldmező, Lupșeni, Măgura és Zăgriș nélkül) 449-en éltek Felsőgáldon, közülük 448 román nemzetiségű; 436 ortodox vallású.

## Története
Először 1648-ban említették, Felső-Gáld néven. Fehér, majd Alsó-Fehér vármegyéhez tartozott. Román lakóinak többsége a környék uradalmaiban dolgozott szőlőmunkásként. Almát és sárgabarackot is termesztettek eladásra.

## Látnivalók
- Ortodox (eredetileg görögkatolikus) temploma valószínűleg 1804-ben épült egy korábbi fatemplom helyén.[3] Utóbbiból fennmaradt Matei Basarab havasalföldi fejedelem adománya, egy 1645-ben készült ezüst feszület.

## Képek

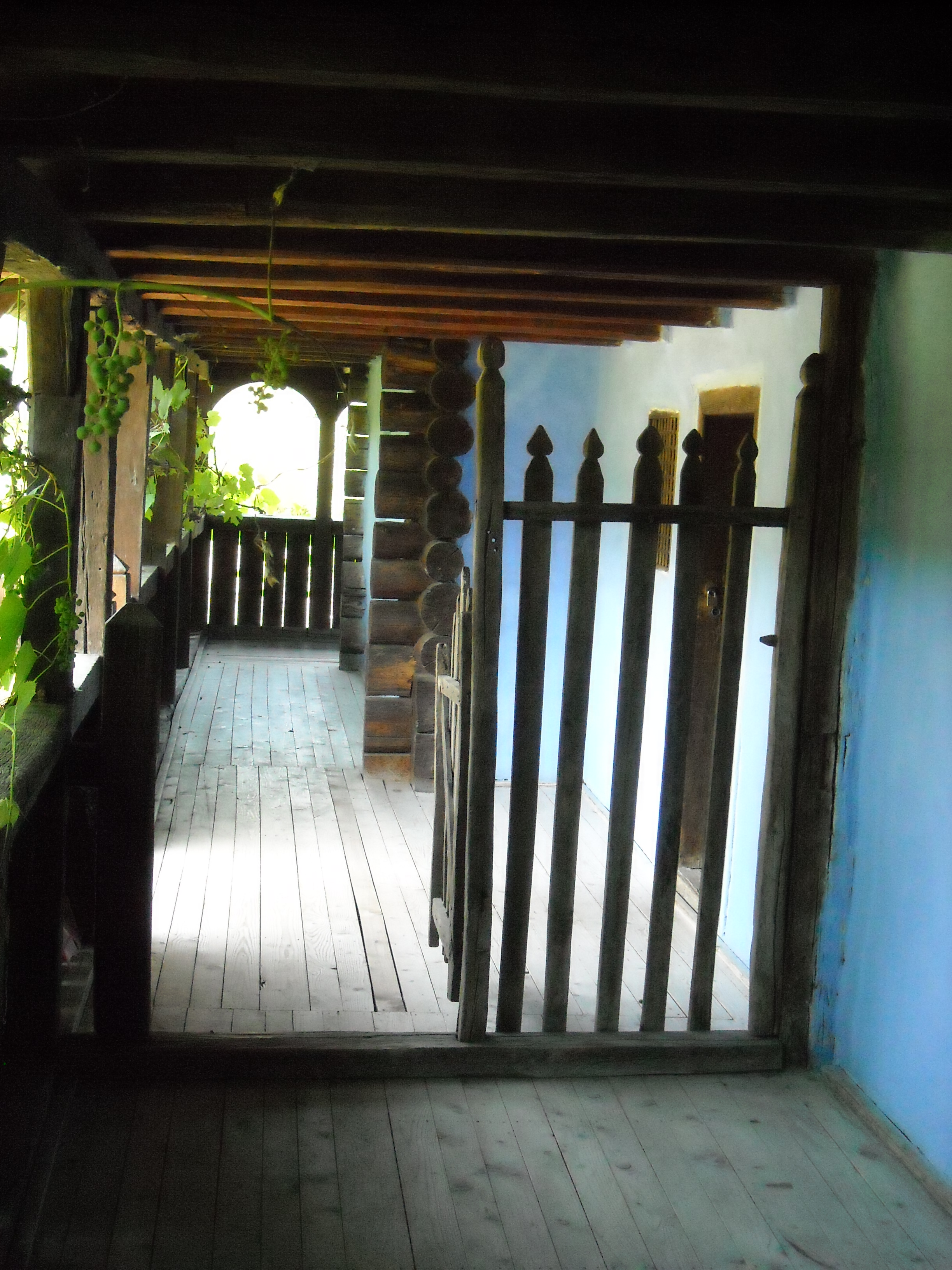
A ház tornáca
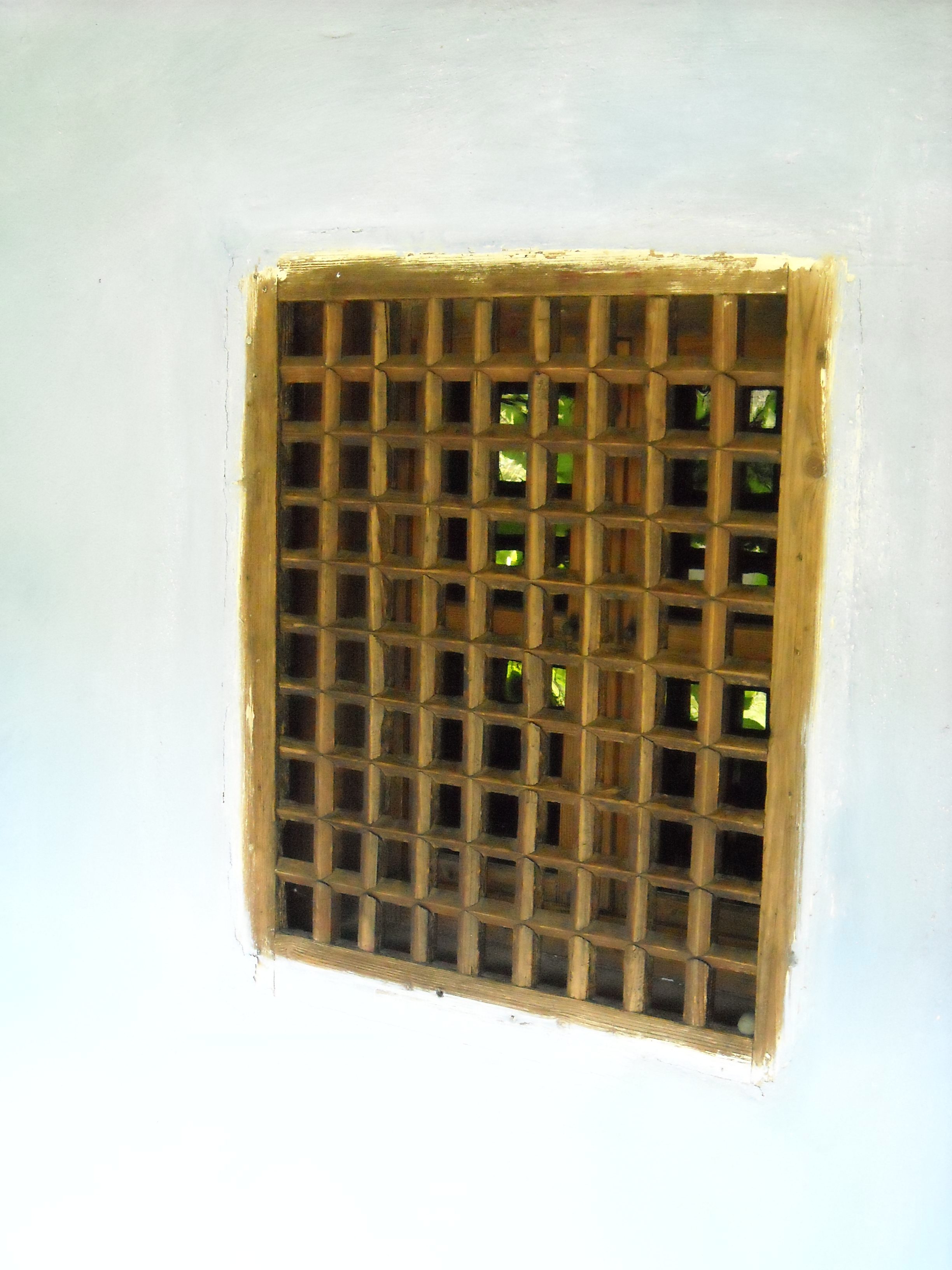
A ház egyik ablakrácsa
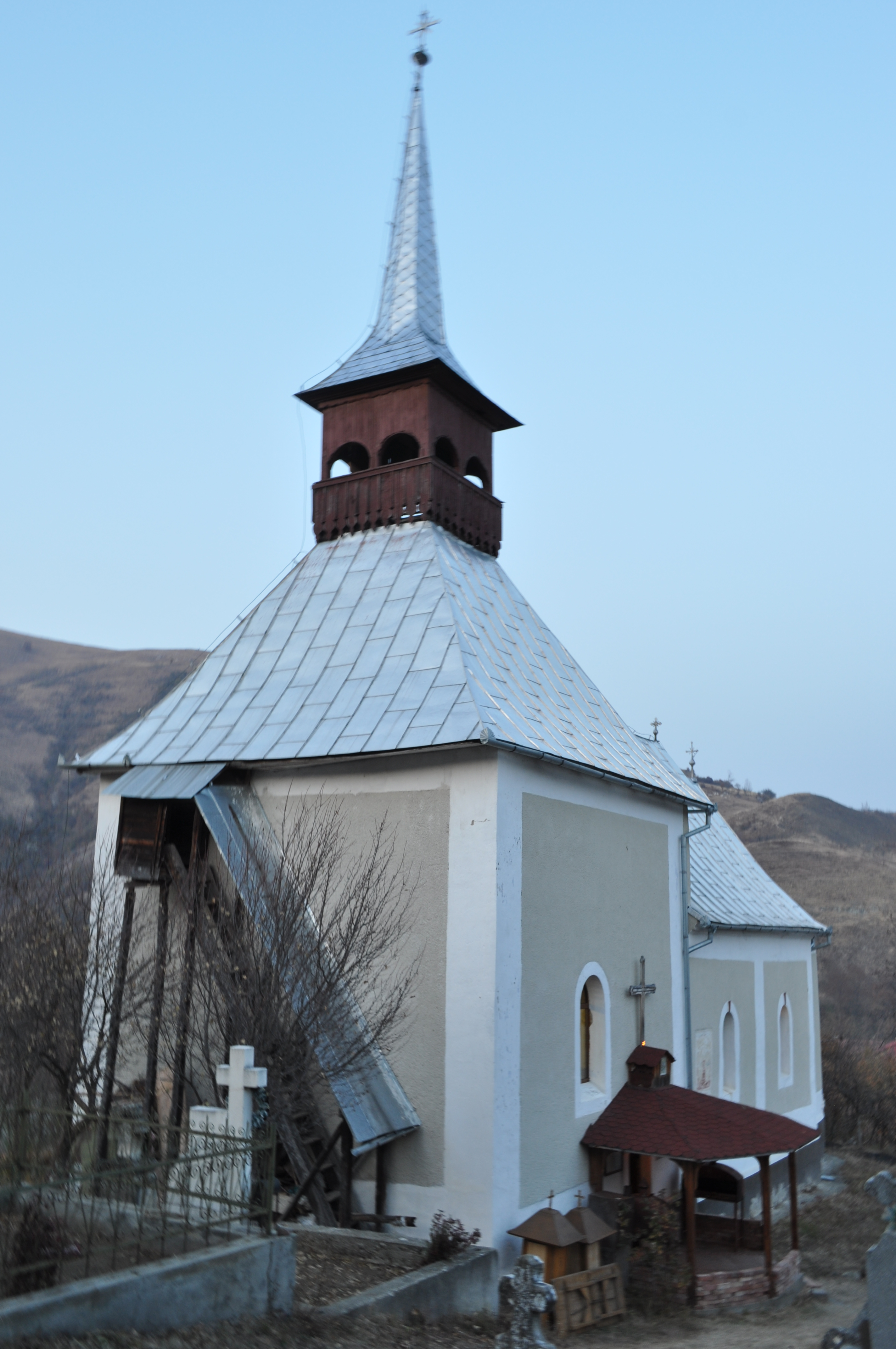
Az ortodox templom
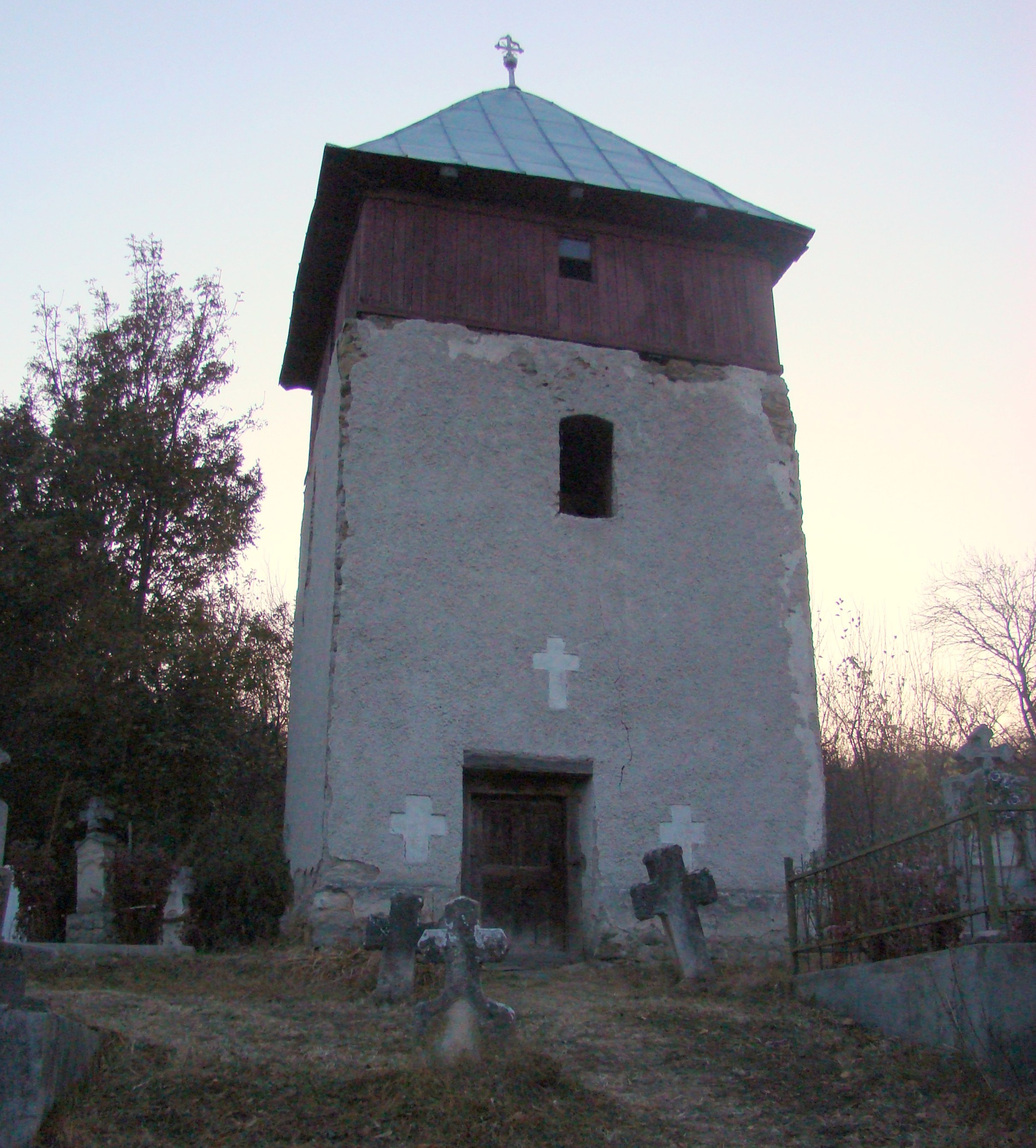
A korábbi ortodox templom 17. századi harangtornya